# خوانسار
خوانسار، مرکز شهرستان خوانسار در استان اصفهان است.

## تاریخچه
اسنادی دربارهٔ مهاجرت دسته‌ای از قوم یهود در زمان کوروش بزرگ به خوانسار و سرگذشت آنان وجود دارد که هم‌اکنون در شهر همدان نگهداری می‌شوند. این اسناد نشان‌دهندهٔ قدمت تاریخی خوانسار هستند. یهودیان مهاجر در محلهٔ شهرک - جهودا (جیدا) زندگی می‌کردند و پیش از انقلاب ۱۳۵۷ ایران این شهر را ترک کردند.
تاریخچه این شهر به پیش از اسلام می‌رسد، از جمله آثاری که این قدمت را نشان می‌دهد وجود آتشکده‌ای به نام تیر، همچنین معبدی به نام هیکل واقع در کوه تیر روستای وانشان در حوالی همین روستای و در نهایت سنگ قبری که حاوی اطلاعاتی به خط پهلوی بوده و در روستای قودجان پیدا شده است.
بنابر بعضی نوشته‌ها قدمت این شهر به زمان اسکندر می‌رسد، اعتقاد بر این است که اسکندر هنگام رفتن به اصفهان از این محل گذشته است و یکی از میدان‌های جنگ اسکندر و داریوش سوم در منطقه‌ای بین خوانسار، کهرود و اصفهان بوده است که داریوش در این جنگ شکست خورده است.
در زمان حمله افغان‌ها به ایران اشرف افغان با سپاهی قصد تصرف این شهر را داشته که پس از مواجه با مقاومت مردم، محاصره شکست خورده و ایشان منصرف می‌شود.
خوانسار پس از اسلام، در قلمرو حکومت امویان، عباسیان، طاهریان، صفاریان، دیلمیان، سلجوقیان و خوارزمشاهیان قرار داشته است. در اوایل سده ۷ ه‍.ق مغولان این ناحیه را گشودند و خرابی‌های بسیار به بار آوردند. پس از آن‌ها تیمورلنگ به مرکز ایران، از جمله خوانسار تاخت و چپاول و کشتار زیادی کرد. خوانسار، در دوران صفوی از مراکز مهم علم، ادب و صنعت بوده است. به علت توجه خاص پادشاهان صفوی به این شهر، هنرهای دستی و کارگاهی در این شهر رونق یافت؛ کارگاه‌هایی نظیر کارگاه روغن‌کشی، چیت بافی، کوزه‌گری، پشم‌زنی، قالی‌بافی، قاشق تراشی و گیوه‌دوزی شهرت یافت همچنین احداث مدرسه مریم بیگم صفوی از سوی همسر شاه تهماسب موجب پیشرفت فرهنگی خوانسار گشت.
از جمله وقایع دیگر کوچ اجباری تعدادی از عرب‌های خراسان به امر نادر شاه از خراسان به قسمتی از این شهر بوده استت که هم‌اکنون به دهستان عربستان (کوهسار) معروف است، این منطقه هم‌اکنون در شرق شهر خوانسار واقع شده استت.
الله‌وردی خان پس از تصرف اصفهان به دست افاغنه ده هزار نفر نیروی سپاه خود را در خوانسار به مدت ۹ ماه نگاه داشت.
در عهد صفویه و در حمله افاغنه به اصفهان و سپس خوانسار، مردم خوانسار با لشکر افاغنه توافق کردند که وارد شهر نشوند و در مقابل تمام کتاب‌ها و نسخه‌های علمی که همراه آنان بود را در ازای پرداخت ارزاق به آن‌ها بگیرند. یکی از این کتب ارزشمند، قرآنی خطی بود که به قرآن پاسنگی معروف شده بود.
در زمان نادر شاه افشار، عده از ساکنان شهر خوانسار با حاکمان زمان خود، مخالفت کردند و به منطقه ای بین استان‌های فارس و یزد تبعید شدند و آنها به همراه خانواده خود، روستایی را به نام خوانسار بنا کردند، که با لهجه محلی، خونسار نامیده می‌شود. این روستا بین توجردی فارس و هرات یزد است.
در دوران قاجار خوانسار مورد توجه قرار داشته استت و بعضاً حاکمانی که سابقه وزارت هم داشتند به حکومت خوانسار منصوب شده‌اند.

## انگیزه نامگذاری
«خوان» به معنای «چشمه» و «سار» پسوند «کثرت» است. در گذشته به علت کثرت چشمه‌های موجود در این منطقه این نامگذاری صورت گرفته استت. مردم خوانسار دارای گویش مستقل خوانساری هستند که ریشه در زبان فارسی باستان داشته و از قبل از اسلام در این منطقه رایج بوده استت. طبق سرشماری سال ۱۳۹۵، جمعیت شهر خوانسار ۲۱٬۸۸۳ نفر بوده استت.
واژه خوانسار به چند شیوه نگارش و تلفظ می‌شود از جمله خانسار، خانیسار، خونسار یا خُنسار، خوسار و خوانسار را می‌توان نام برد. این کلمه از دو بخش خوان و سار تشکیل شده استت. خوان به معنای چشمه و حوض است و سار پسوند نشان دهنده کثرت است.
شماری بر این باورند روزی ساربانی به همراه شتران خود به این محل آمده و گرفتار دزدان شده و سرانجام خونش ریخته شده استت.
همچنین شماری باور دارند خان به معنی کندو و شأن به معنی عسل است و به بیان دیگر خوانسار به معنی مکان تولید عسل هم می‌تواند باشد

## زبان خوانساری
گویش یا زبان خوانساری از زبان‌های ایرانی مرکزی و شاخه‌ای از زبان‌های هندوایرانی است. سازمان یونسکو به دلیل کاهش شدید گویش‌وران که در نتیجه مهاجرت از این شهر اتفاق افتاده استت این زبان را از جمله زبان‌های در حال خطر اعلام کرده استت.
مردم خوانسار لهجه خاصی ندارند، ولی دارای گویش مستقل خوانساری هستند که این گویش ریشه در زبان فارسی قدیم داشته و از قبل از اسلام در این شهرستان رایج بوده استت.

## جغرافیا
شهرستان خوانسار یک بخش مرکزی است که شامل سه دهستان به نام‌های چشمه سار، گلسار و کوهسار می‌باشد و ۵۵ روستا در خود دارد.
این شهرستان دارای ۹۰۰۰ هکتار زمین زراعی و باغی است که ۶۳۰۰ هکتار آن جهت کشت محصولات زراعی و ۲۷۰۰ هکتار آن باغ است. عمده محصولات آن گندم، جو، علوفه، سیب زمینی، حبوبات و عمده محصولات باغی شامل انگور، گردو، بادام، آلو و سایر هسته دارها است.

### جغرافیای انسانی
طبق سرشماری عمومی نفوس و مسکن سال ۱۳۸۵ جمعیت شهر خوانسار ۲۰٬۴۹۰ نفر بوده استت که در سال ۱۳۹۰، به ۲۱٬۳۳۸ نفر (۶۶۵۵ خانوار) افزایش یافته استت. طبق سرشماری ۱۳۹۰، ۴۹٫۴٪ جمعیت این شهر را مردان و ۵۰٫۶٪ جمعیت را زنان تشکیل می‌دهند. در آخرین سرشماری که در سال ۱۳۹۵ صورت گرفت جمعیت آن به ۲۱٬۸۸۳ نفر افزایش یافته استت که از این میزان ۱۰۶۸۴ نفر را مردان و ۱۱۱۹۹ نفر را زنان تشکیل داده‌اند و در مجموع ۷۰۹۲ خانوار در این شهر زندگی می‌کنند.

### جغرافیای طبیعی
خوانسار در عرض جغرافیایی ۳۳ درجه و ۱۳ دقیقه شمالی و طول جغرافیایی ۵۰ درجه و ۱۹ دقیقه شرقی در ناحیه‌ای نه چندان دور از کویر مرکزی ایران در فاصله حدود ۱۵۰ کیلومتری شمال‌غرب شهر اصفهان واقع شده استت.
خوانسار شهری است خوش آب و هوا با ارتفاع ۲۲۵۰ متر بالاتر از سطح دریا و پوشش گیاهی متنوع و درختان میوه همچون گردو، بادام، آلو و سیب در دشت‌ها و باغات زیبای چشمه سار و گلسار به همراه زمین‌های زراعی و دشت گلستانکوه که گلهای لاله واژگون آن شهرت جهانی دارند.
متوسط بیشترین دمای هوای خوانسار در گرمترین ماه تابستان به ۳۱ درجه سانتی گراد می‌رسد و متوسط دمای شبانه روز در همین ماه بیست و چهار درجه سانتی گراد است. بهار خوانسار با شکوفه زدن درختان، تابستان معتدل و خنک و پاییز نیز با هفت رنگ شدن طبیعت زیبایی خاص خود را دارند. در زمستان سرمای نسبتاً زیاد آن دلنشین و همراه با ریزش انبوه برف است.
به‌طور مثال در سال ۲۰۱۴ میانگین دمای هوا در تمام فصول سال به ۱۲٫۵ درجه و میانگین بارش باران ۳۰ میلی‌متر بوده استت.

## حمل و نقل

### تاکسیرانی
حمل نقل مسافران در شهر به وسیله سازمان تاکسیرانی شهرداری خوانسار صورت می‌گیرد. در این شهر ۸۵ دستگاه تاکسی فعال وجود دارد.

### پایانه مسافربری
پایانه مسافربری جدید شهر خوانسار با مساحت شش هزار مترمربع و با زیربنای ۸۰۰ مترمربع در سال ۱۳۹۲ افتتاح شد.

## بهداشت و درمان
در سال ۱۳۵۲ بیمارستان امدادی فاطمیه با مساحت زیربنای ۲۵۰۰ متر افتتاح شد نام این بیمارستان بعدها به بیمارستان فاطمیه تغییر پیدا کرد، همچنین در سال ۱۳۷۵ در طرح توسعه این بیمارستان ۴۸۰۰ متر دیگر به زیربنای این مرکز افزوده شد. بیمارستان فاطمیه خوانسار با ۶۴ تخت بیمارستانی وچهار تخت مراقبت‌های ویژه و درمانگاه و آزمایشگاه مجهز تنها بیمارستان فعال خوانسار است. این بیمارستان در بین بیمارستان‌های کمتر از ۱۰۰ تحت، دارای رتبه درجه یک استانی است. علاوه بر بیمارستان فوق، مرکز درمانی شهید بهشتی نیز در ۶ طبقه احداث شده استت.
علاوه بر مراکز گفته شده، درمانگاه تأمین اجتماعی، درمانگاه خیرساز جواهری، درمانگاه شریعتی و نیز مراکز بهداشتی درمانی روستایی شهدای خم پیچ، شهید منتظری و مرکز ویست و مرکز بهداشتی درمانی شهری بیدهند نیز فعالیت دارند.

## گردشگری

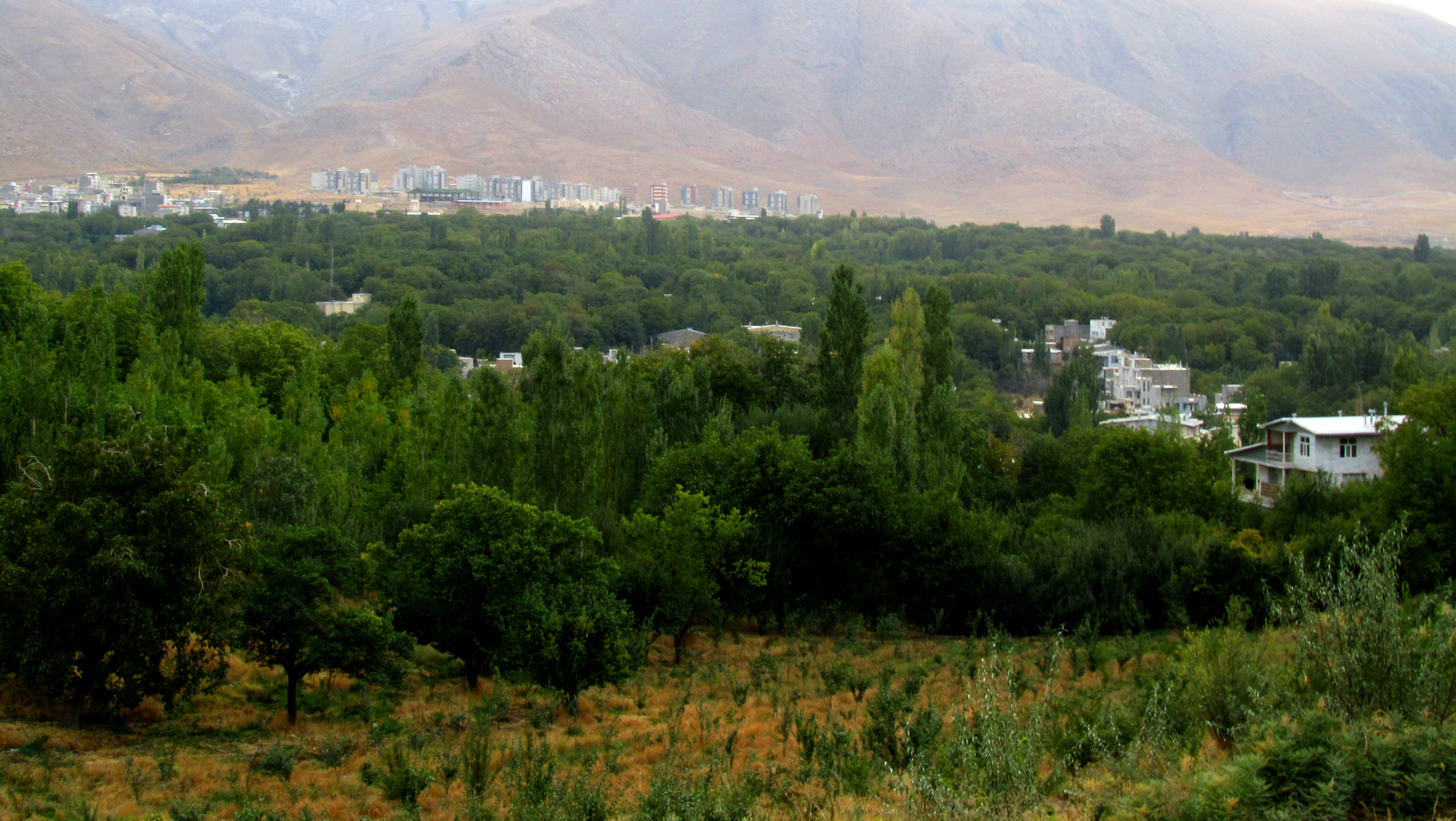
نمایی از خوانسار

### گردشگری طبیعی
خوانسار دارای جاذبه‌های تاریخی و نیز طبیعی بسیار است، به‌طوری‌که به عنوان جاذبه گردشگری در سطح منطقه و استان شناخته می‌شود. این شهر کوهستانی و مرتفع و دارای استپ کوهستانی همراه با انواع گون و گون گزانگبین است.

#### دهکده گردشگری گلستان کوه
ساخت این دهکده از سال ۱۳۸۸ آغاز شده و در سال ۱۳۹۶ توسط معاون رئیس‌جمهور افتتاح شد. وسعت این مجموعه که در سه فاز احداث گردیده است در مجموع ۴۵ هکتار است.

#### گلستان‌کوه
گلستان‌کوه منطقه‌ای در جنوب شهرستان خوانسار در فاصله ۱۵ کیلومتری شهر خوانسار در عرض جغرافیایی ۳۳٫۱۰ و طول جغرافیایی ۵٫۰۲۴ و ارتفاع ۲۷۵۰ متری، در منطقه‌ای خوش آب و هوا و دارای شرایط ییلاقی مناسب است. این منطقه در بهار پوشیده از گون‌های گزانگبین و پیاز وحشی (موسیر) و انواع گل‌های زیبا که ازآن جمله می‌توان گل‌های لاله، اشک مژگان، انواع لاله‌های واژگون، لاله بیشه زار، لاله آتشی، لاله کوهی را نام برد. این گل‌ها درمیان بوته‌های گزانگبین و حتی به روی صخره‌ها می‌رویند و خاصیت داروئی نیز دارند.

#### کوچه باغ‌های خوانسار

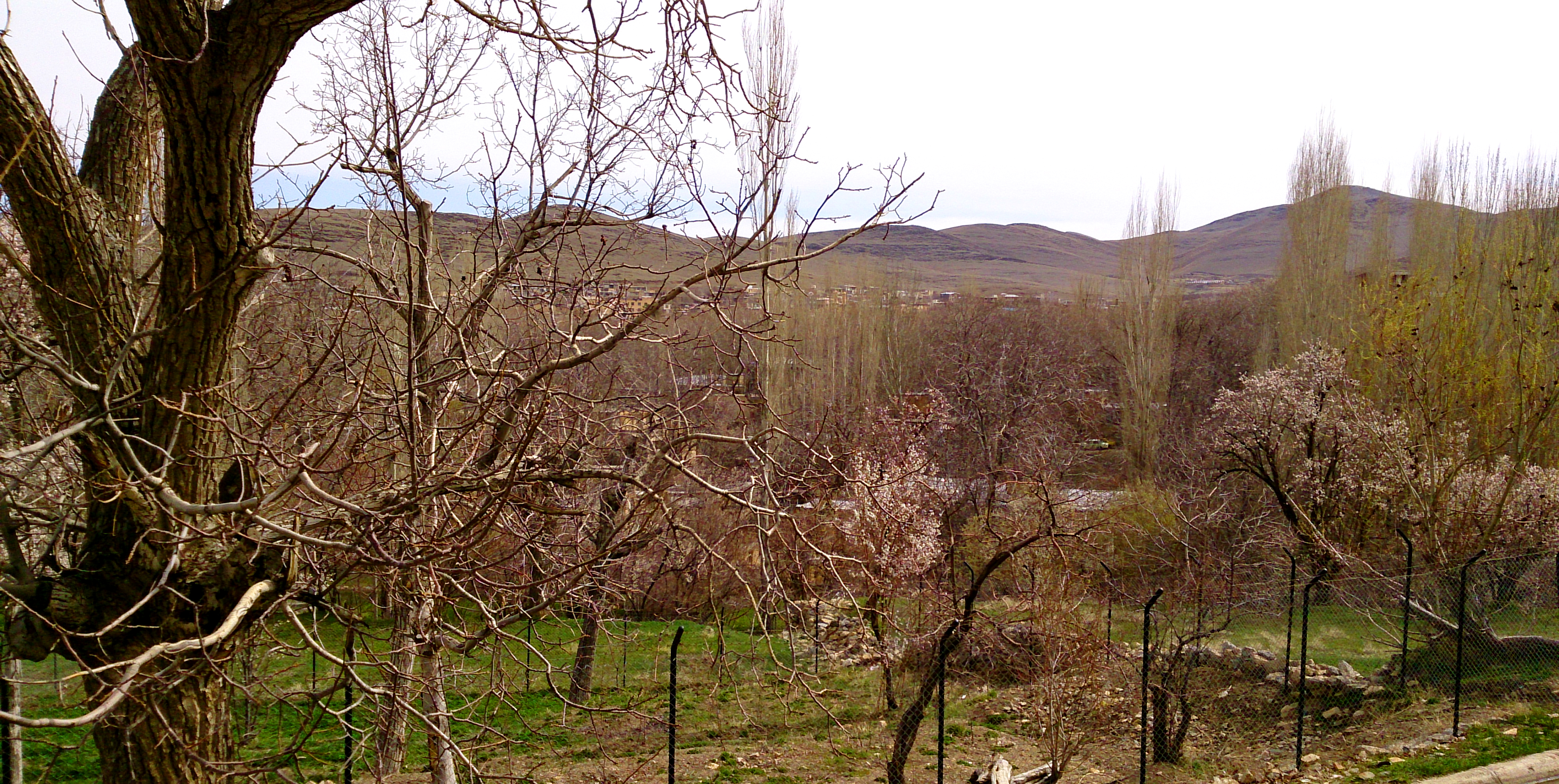
نمایی از باغ‌های خوانسار در ابتدای بهار

شهر خوانسار نمونه کامل یک باغ شهر در ایران است. درختان به شکل یک طاق سبز روییدند. اکثر منابع آب آن به صورت چشمه است ۴۵۰ چشمه جاری در داخل شهر یکی از عوامل سرسبزی شهر است که سالانه باعث جذب گردشگران و دوست‌داران طبیعت می‌شود، اما متأسفانه در چند سال اخیر خشکسالی موجب خشک شدن بسیاری از این چشمه و آسیب زیاد به باغات خوانسار شده است.

#### محله‌های باصفای خوانسار
محله‌های پایتخت (پاتخت)، وادشت، چهارباغ، جوزچه، مالگا، صحرا، چیتگا، چغا، دورحسنه، دربند، صفاییه، سونقان، بیدهند، هورستانه، بالدِی (سردشت)، ارسور، چشمه آخوند و… عمدتاً به صورت باغ و مزرعه هستند که مناظر بسیار زیبا و باصفای کوچه باغ‌ها و سایه‌سارها و دشت‌ها را همراه با هوای پاک ایجاد کرده است.
همچنین محلات موریزان، قصر، شِهرک (شیرک)، چهل دستگاه، سرچشمه، منظریه، گرها، احمدیها، رئیسان، عمادیه، بعثت شهرکهای اندیشه، شاهد، گلستان و مسکن مهر و خیرین و … عمدتاً مسکونی بوده و کمتر از زمین‌های کشاورزی زراعی و باغی برخوردارند.
لازم است ذکر شود قدیمی‌ترین محله خوانسار و هسته اولیه شهر خوانسار محله شهرک و جیدا (محل سکونت یهودیان خوانسار) در جنوب خوانسار است.
ناگفته نماند خوانسار از محلات کوچکتر و محلی خانوادگی دیگری نیز برخوردار است.

#### پارک ملی سرچشمه
پارک سرچشمه به عنوان یکی از مناطق نمونه گردشگری با وسعتی بالغ بر ۱۵ هکتار در دامنه رشته کوه زاگرس در جنوب این شهر واقع شده است. در این پارک چندین چشمه آب وجود دارد که می‌توان به چشمه مرزنگشت به عنوان تأمین‌کننده اصلی آب کشاورزی این شهر و چشمه پیر اشاره کرد. میانگین ورود گردشگر به این پارک در شش‌ماهه اول سال در روزهای عادی نزدیک به ۳۰۰۰ نفر و در ایام تعطیل بالغ بر ۱۲ هزار نفر است.
لازم است ذکر شود منطقه نمونه گردشگری سرچشمه خوانسار در سال ۱۳۸۹با هماهنگی اداره کل میراث فرهنگی، صنایع دستی و گردشگری استان اصفهان محوطه‌سازی شده است.

#### چشمه مرزن گشت

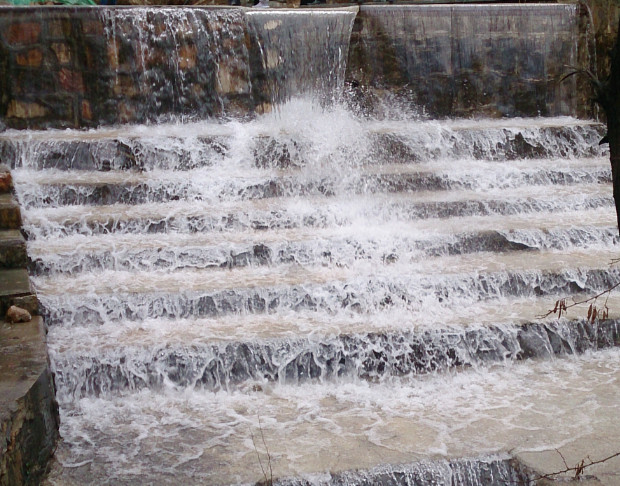
چشمه مرزن گشت - پارک ملی سرچشمه - خوانسار

این چشمه در کوه‌های جنوب غربی خوانسار با دبی ۴۰ لیتر در ثانیه در پارک ملی سرچشمه خوانسار واقع شده است و از نوع چشمه‌های آهکی در این شهر است. آب این چشمه به همراه سایر چشمه‌ها به رودخانه این شهرستان می‌پیوندد.

#### کوه و غار هیکل
این غار با عمق ۱۹۰ متر و داشتن چاهی به عمق ۱۷۰ متر در دسته غارهای چاهی قرار داشته و دومین غار از این نوع در ایران است. علت اصلی نامگذاری این غار به‌نام هیکل، وجود این غار در نزدیکی کوهی به همین نام است. کوه هیکل در فاصله ۵ کیلومتری خوانسار به دلیل اینکه شبیه به پیکر دو سرباز است به این نام مشهور شده است، همچنین در این کوه تعداد فراوانی حفره و دودکش وجود دارد که در گویش محلی به چاه‌های نفس‌کش زمین معروف شده‌اند. غار هیکل درون یک سل شکل گرفته و دمای درون غار بین ۱۴ الی ۱۶ درجه سانتیگراد است از عمق ۱۲۰ متری این غار سنگ نهشته‌هایی ز جمله ریمستون، آنتودایت، استلاگتیت‌های بسیار کوچک، رسوبات دندان سگی زیبا و رسوباتی به شکل پاپ کورن
را می‌توان به وفور مشاهده کرد. این غار جز غارهای ریزشی بوده و برای بررسی آن نیازمند تجهیزات خاص غارنوردی است.

#### غارهای طبیعی
با توجه به کوهستانی بودن خوانسار وجود غارهای فراوان امری طبیعی است. یکی از معروف‌ترین آن‌ها غاری است به نام اشکاف با دهانه ۱۰ متر که در جنوب‌شرقی شهر واقع شده است. در نزدیکی غار اشکاف غار کوچکتری وجود دارد که به دلیل فرسایش ستونی شبیه پیکر انسان بر دهانه آن به وجود آمده است.

#### سایر مکان‌های دیدنی
همچنین علاوه بر موارد فوق می‌توان به این موارد هم اشاره کرد:
1. تونل سبز خوانسار (خیابان امام خمینی - حد فاصل میدان ۲۲ بهمن تا میدان امام خمینی)
2. مجتمع تفریحی شهید فیاض بخش (انتهای بلوار نماز- جنب دانشکده ریاضی و کامپیوتر)
3. مَرغ
4. سد دربند (خروجی شهر کیلومتر ۱۵ جاده خوانسار - بویین میاندشت)

### گردشگری تاریخی

#### امامزاده احمدبن محمدبن علی النقی

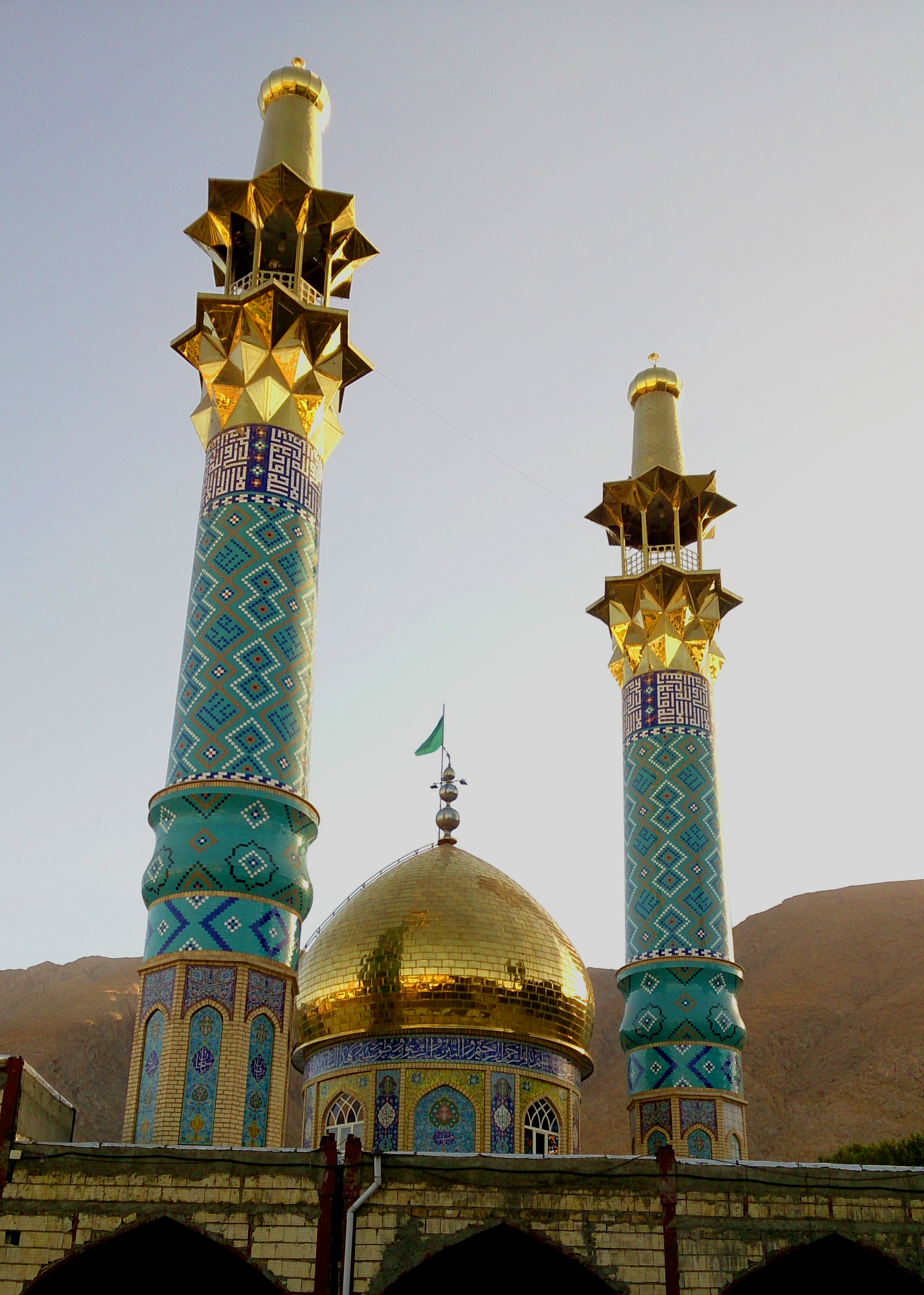
امامزاده احمدبن محمدبن علی النقی

احمدبن محمدبن علی النقی معروف به شاهزاده احمد یکی از مکان‌های زیارتی خوانسار با قدمتی ۱۰۰۰ ساله است که به همراه کتابخانه و موزه در قسمت جنوبی شهر در خیابان آیت الله خوانساری قرار گرفته است. در داخل امامزاده ضریحی به ابعاد ۳×۲ قرار دارد که در سال ۱۳۶۳ ساخته شده است که در سال ۱۳۹۳ با ضریحی جدید تعویض شد. در حال حاضر طرح بازسازی این امامزاده در حال انجام است.

#### امامزاده سید محمودبن محمدبن علی النقی

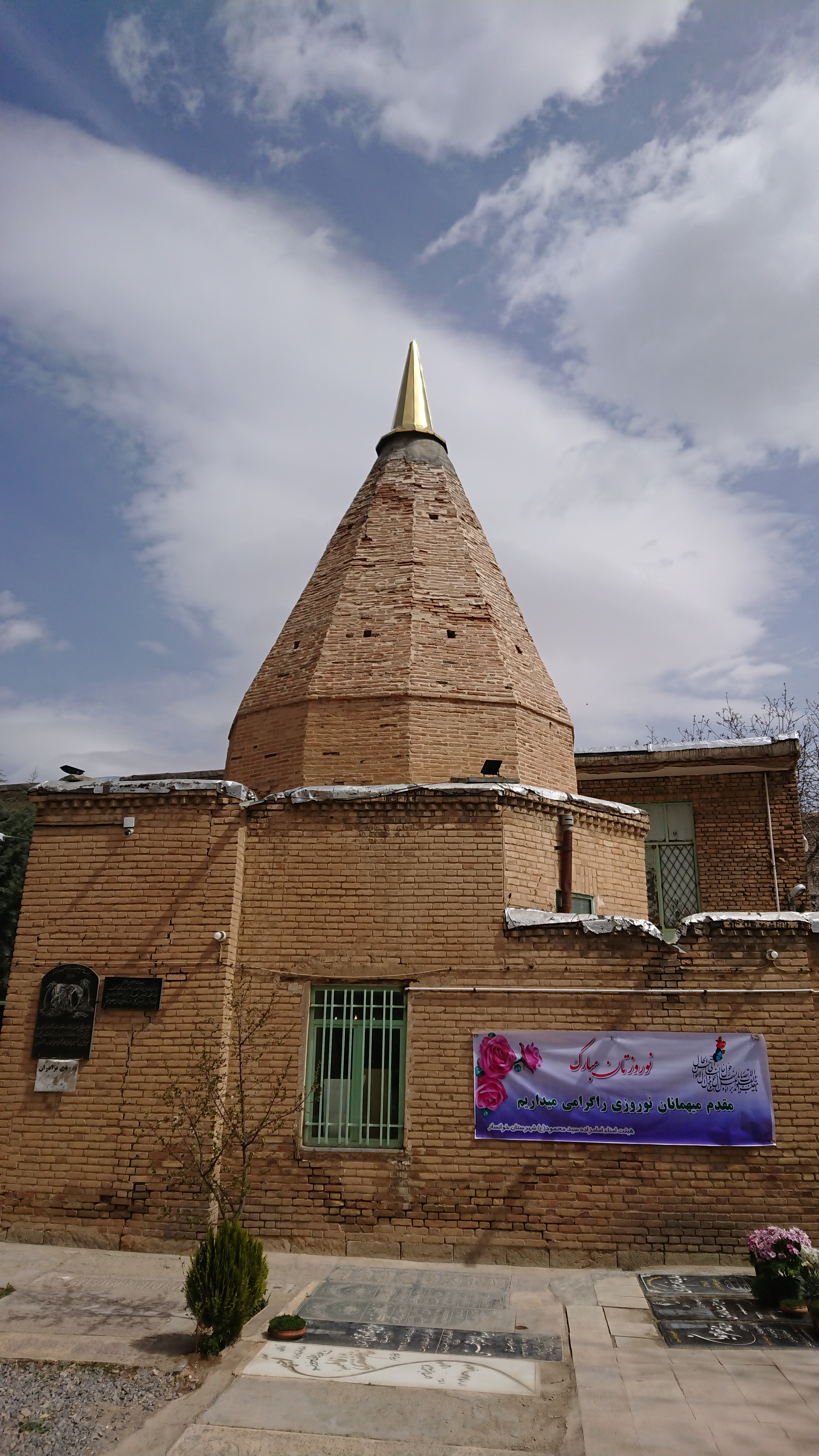
نمای کلی از مقبره سیدمحمود بن سیدمحمد بن علی النقی

امامزاده سیدمحمود معروف به باباترک یکی از نوادگان امام علی النقی (ع) است در خیابان سیزده محرم واقع شده است. این بقعه در زمان صفویه بهسازی شده است. قسمت جنوب شرقی این امامزاده سردابی تاریخی ساخته شده از لاشه سنگ و دارای سقف گنبدی شکل کشف شده است که پس از مرمت بهره‌برداری از آن آغاز شد.

#### امامزاده سید صالح

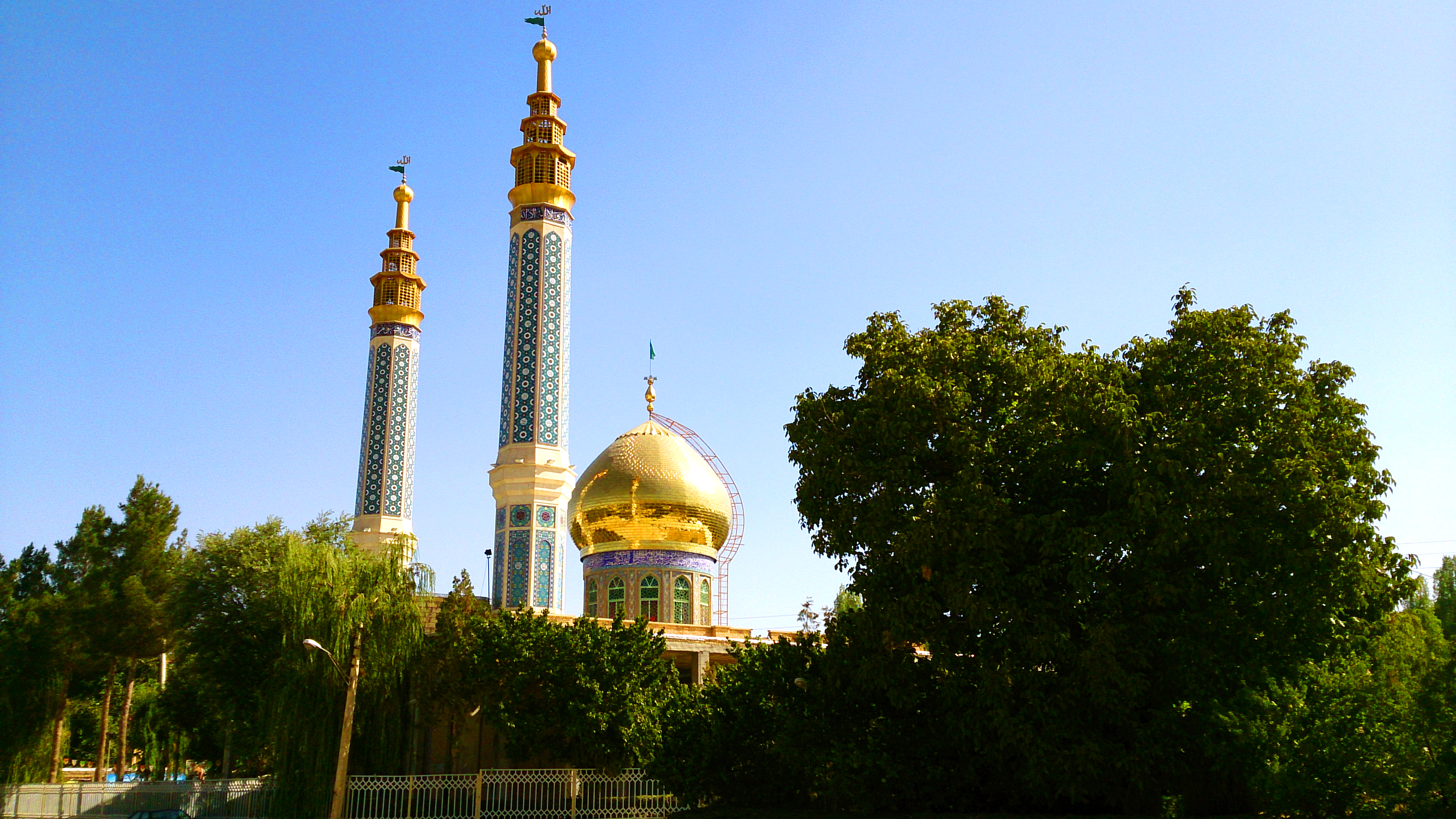
امامزاده سید صالح

امامزاده سید صالح قصیر از نوادگان موسی کاظم است. بقعه ایشان در سال ۱۳۵۶ بازسازی شد، همچنین ضریح جدیدی در سال ۱۳۷۷ بر روی سنگ مزار ایشان قرار گرفت. در سال ۱۳۹۴ گنبد جدیدی بر روی این بقعه قرار گرفت.

#### مسجد جامع خوانسار
این مسجد در سال ۱۱۰۱ هجری قمری در مسیر ورودی شهر (از سمت اصفهان) واقع شده و با مساحتی حدود سه هزار مترمربع بزرگ‌ترین و قدیمی‌ترین مسجد شهر خوانسار است. از ویژگی‌های معماری این مسجد نداشتن گنبد و وجود یک گلدسته کوچک است که در سال ۱۳۵۴ در فهرست آثار ملی کشور به ثبت رسید.
سقف این مسجد از نوع تیر چوبی است که فقط دو نمونه از آن در استان اصفهان وجود دارد. بازسازی این بنا در سال ۱۳۹۲ پایان یافت.
درب شمالی این بنا ارزش تاریخی دارد و منبت‌های بسیاری بر روی آن قرار دارد.

#### خانه ابهری خوانسار
خانه ابهری در زمان قاجار با مساحتی بالغ بر ۸۰۰ متر مربع توسط سید محمد باقر ابهری، بنا شده است این خانه در میدان سپاه- خیابان سیزده محرم- کوچه زورخانه پوریای ولی قرار دارد. این خانه در سال ۱۳۸۲ در فهرست آثار ملی ایران قرار گرفت.
این خانه پس از مرمت و بازسازی به پشنهاد سازمان میراث فرهنگی به موزه مردم‌شناسی تبدیل خواهد شد.

#### خانه جعفری خوانسار
خانه جعفری خوانسار مربوط به اواخر دوره قاجار -اوایل دوره پهلوی توسط حاج سید فضل‌الله جعفری از سادات جعفری خوانسار بنا شده و در خوانسار، خیابان آیت ا خوانساری، کوچه امامزاده احمد (محله شهرک) واقع شده و این اثر در تاریخ ۶ اسفند ۱۳۸۵ با شمارهٔ ثبت ۱۷۴۶۵ به‌عنوان یکی از آثار ملی ایران به ثبت رسیده است

#### مدرسه مریم بیگم صفوی (همسر شاه طهماسب)
این مدرسه قدیمی‌ترین مدرسه علیمه در خوانسار است و که در سال ۱۱۰۶ هجری قمری، در زمان سلطنت شاه سلیمان صفوی در جنوب شرقی شهر در کنار رودخانه شهر ساخته شده و در حدود ۱۵۰۰ مترمربع مساحت دارد. این بنا تاکنون دو بار مورد بازسازی قرار گرفته، در سال ۱۳۰۶ هجری شمسی توسط محمدتقی خوانساری و در سال ۱۳۵۴ هجری شمسی به دست سیدحسین علوی تعمیر شد و حوزه علوی شهرت پیدا کرد. در این مدرسه افراد بزرگی تدریس کرده یا دوران تحصیل خود را گذارنده‌اند از جمله میرزای قمی، صاحب قوانین الاصول و محمدرضا گلپایگانی، روح‌الله خمینی نیز مدت شش ماه در این مدرسه در کلاس آخوند ملا محمد علی حکیم حضور داشته است.

#### مقبرهٔ باباپیر
این بقعه یکی از قدیمی‌ترین آثار باستانی خوانسار است. صاحب این بقعه از پایه‌گذاران مذهب شیعه جعفری در اوایل قرن هفتم در در شهرهای اصفهان، بروجرد، لرستان، نهاوند و خوزستان است. شیخ صفی‌الدین اردبیلی در سال ۶۷۸ برای کسب دانش به نزد صاحب این بقعه آمده است. غیر صاحب این بقعه شیخ اباعدنان قریشی و شش تن دیگر از عرفا در این بقعه دفن هستند. در سال ۱۲۵۵ دو نفر از فرزندان شیخ اباعدنان قریشی این بقعه را مرمت و بازسازی کردند.

#### مقبره حلیمه و نرگس
در این شهر سه عدد سنگ قبر به نام‌های دختران بکر کشف شده است. بر روی این سنگ‌ها پنج منشور یا قاعده مربع حکاکی شده است و بر روی آنان به خط کوفی نوشتاری موجود است که مربوط به قرن سوم هجری است.

#### پل ساسان
این پل به عنوان یکی از پل‌های تاریخی این شهر در شمال شرقی روستای تیدجان واقع شده است. طول دهانه پل، ارتفاع آن و پهنای بنا بیش از هشت گام است. علت نامگذاری این پل به نام ساسان مشخص نیست اما سنگ نوشته‌ای که حاوی اطلاعات بنای پل بود بر اثر سیل مرداد سال ۱۳۶۶ از پل جدا شد و قسمتی از آن شکست. با توجه به سبک معماری این پل که شباهت زیادی به معماری دوران صفویه داشته است می‌توان ادعا کرد که این پل در آن زمان در خوانسار بنا شده است.

#### مسجد آقا اسدالله
قسمتی از این مسجد در سال ۱۲۵۸ توسط آقا اسدالله و قسمت دیگر آن بعد از ۱۰ سال توسط فرزندش محمدباقرخان ساخته شده است. قسمتی از این مسجد در سال ۱۳۳۴ هجری شمسی در مسیر خیابان واقع شد و خراب شد و قسمتی دیگر هم در سیل ۱۳۳۵ از بین رفت. در سال ۱۳۳۶ مرمت و تجدید بنا شد.

#### بازار قدیمی
در این شهر سه بازار بزرگ وجود داشته است به نام‌های بازار بالا، بازار پلگوش و بازار دوراه که یک مورد آن از بین رفته اما در دو بازار دیگر همچنان خرید و فروش خشکبار و تنقلات محلی وجود دارد.

### گردشگری فرهنگی

#### تعزیه
هر سال در شهرستان خوانسار (روستای قودجان) در حسینه حضرت اباالفضل مراسم تعزیه برقرار می‌شود، تاریخچه این مراسم در حدود ۳۰۰ سال است. این به مدت ۹ روز در ۲ نوبت بعد ازظهر و شب‌ها با حضور علاقه‌مندان از سراسر ایران و دنیا به اجرا در می‌آید. در سال ۱۳۹۱ رئیس مجلس از این مراسم بازدید کرد. در گذشته مساحت حسینیه قدیمی قودجان حدوداً ۶۲۰ مترمربع بوده است که به دلیل افزایش علاقه‌مندان به این مراسم در سال ۱۳۵۸ از ساختمان قدیمی خود به ساختمان فعلی تبدیل شد. اکنون این حسینیه حدود ۵۰۰۰ متر بنا دارد و با احتساب تمام سالن‌های مجاور که جهت اقامت مسافران ایجاد شده است مساحت کلی این حسینیه به ۱۰۰۰۰ متر می‌رسد شکل ظاهری حسینیه کاملاً با حسینیه‌های سنتی مطابقت دارد و صحنه آن صحنه‌ای میدانی است.

#### محرم
شهر خوانسار یکی از شهرهای مذهبی استان اصفهان است که هر ساله در ایام محرم و صفر مراسم‌های ویژه‌ای در این شهر برگزار می‌شود. از جمله حرکت دسته‌های شترسوار و اسبسوار برای یادآوری حرکت کاروان حسین بن علی و برپایی تعزیه در طول ایام عزاداری به ویژه در ماه صفر و در روستای قودجان از رسوم ویژه عزاداری این شهرستان است. شروع مراسم در خوانسار از ششم محرم تا دوازدهم محرم است.

#### هتل و مهمانسرا
خوانسار دارای یک هتل سه ستاره به نام هتل زاگرس بود که درمهرماه ۱۳۸۲ کلنگ احداث آن بر زمین زده شد و در اردیبهشت ۱۳۹۰ افتتاح شد. این هتل دارای ۸۴ اتاق و سوئیت و ۲ جفت تالار عقد و عروسی (۴ سالن) و امکانات تفریحی و ورزشی بود.

همچنین «هتل آپارتمان سرای پدری» و «مهمانپذیر جهانگردی خوانسار» نیز دو مهمانسرای دیگر این شهرستان‌اند. این هتل با موقعیتی خاص در دل طبیعت خوانسار ساخته شده است به‌طوری‌که از یک سو دامنه رشته کوه‌های زاگرس و از سمت دیگر پارک ملی سرچشمه خودنمایی می‌کند.

## سد باغکل
ساخت سد مخزنی باغکل از سال ۱۳۸۰ به‌طور جدی پیگیری شد. در سال ۱۳۸۴ عملیات اجرایی این پروژه آغاز شد و در بهمن ماه ۱۳۸۹ آبگیری گردید. این سد در کیلومتر ۲ جاده خوانسار اصفهان، بر روی رودخانه باغکل احداث شده استت.
طول تاج سد ۷۴۰ متر، عرض تاج ۱۲ متر، ارتفاع تاج از کف دریاچه ۶۰ متر، سر ریز آن در ۵۰ متری و گنجایش مخزن آن شش میلیون متر مکعب آب می‌باشد. علاوه بر آب رودخانه فصلی باغکل که به سد ریخته می‌شود، آب خروجی پارک ملی سرچشمه هم توسط ۵ پمپ پرقدرت آب مازاد رودخانه خوانسار را به سد پمپاژ می‌کنند. در این عمل آب بسیار زیادی که در همه ایام سال (خصوصاً زمستان و پاییز) هدر می‌رفت با طی مسافتی در حدود ۲۰ یا ۳۰ کیلومتر پس از گذر از کوه‌ها و تپه‌ها به‌طور پیوسته و شبانه‌روزی به سد ریخته و ذخیره می‌شود.
هسته سد از جنس خاک رس هست که با آزمایش‌های گوناگون از کوه‌های پیرامون سد مورد استفاده قرار گرفت. سنگ‌های مورد استفاده در سد هم از کوه‌های اطراف با بارها انفجار حاصل شده و در سد به کار رفته استت. پیمانکار این پروژه قرارگاه سازندگی خاتم‌الانبیا سپاه پاسداران انقلاب اسلامی می‌باشد.

## اقتصاد

### سوغات و محصولات

#### عسل
عسل خوانسار یک فراوردهٔ طبیعی است که در ایران شهرت بسیاری دارد. وجود گیاه گون زمینه را برای پرورش زنبور عسل و تولید عسل انگبین مساعد نموده استت به‌طوری‌که خوانسار در تولید عسل نقش مهمی در استان اصفهان داشته و فراورده طبیعی به اروپا نیز صادر می‌شود.
میزان تولید عسل در سال ۱۳۹۱ در شهرستان خوانسار بالغ بر ۷۶ هزار تن عسل بوده استت.

#### گز
گز، یکی از محصولات بومی خوانسار است که با درصدهای مختلفی از شهد گز انگبین تولید و ارائه می‌شود. گز از عصاره و شهدی به نام انگبین یا گز انگبین است که از درختچه‌ای به همین نام یعنی گز انگبین (گیاه) در نواحی خوانسار و برخی نواحی چهارمحال و بختیاری به دست می‌آید. عامل تولیدکننده شهد گز انگبین حشره کوچکی به نام پسیل است. این حشره تقریباً به اندازهٔ پشه است که از شیره این گیاه تغذیه کرده و شهد تولید می‌کند.

#### فرش ویستی
خوانسار صاحب یکی از اصیل‌ترین فرش‌های ایران به نام ساروق است که در روستای ویست شهر خوانسار بافته می‌شده استت. این فرش به صورت ذهنی بافت می‌باشد و در آن از گره‌های ایلیاتی و رنگ‌های روناس طبیعی استفاده می‌شده استت.
این فرش با قدمتی ۲۴۰ ساله فقط در روستاهای ویست، ارجنک و کهرت بافته می‌شود. این نوع فرش در سال ۱۳۹۱ در فهرست آثار ناملموس به ثبت رسید.

#### سایر محصولات
گردو، بادام و آلو از سایر محصولات باغی با تولید بالا و سوغات خوانسار هستند. همین‌طور ترخینه و تنباکوی روستای ویست خوانسار که شهرت زیادی دارد و از نوع طبیعی تنباکو می‌باشد. تنباکوی روستای ویست خوانسار در کنار تنباکوی کاشان شهرت بسیار دارند.

#### شهرک صنعتی خوانسار
شهرک صنعتی خوانسار در کیلومتر ۵ جاده گلپایگان-خوانسار بعد از روستای تیدجان احداث شده استت. مساحت کل این شهرک ۶۹ هکتار است که به صورت کامل وارد فاز اجرایی شده استت. فاصله این شهرک تا مرکز استان، ۱۶۲ کیلومتر می‌باشد. در این مجموعه ۲۷ شرکت واقع شده استت که در مجموع برای ۳۲۸ نفر شغل ایجاد شده استت.

## مشاهیر خوانسار
فهرست مشاهیر و نام‌آوران شهر خوانسار در بخش اهالی خوانسار قابل مشاهده است.

## آموزش و آموزش عالی
| عنوان         | جمعیت بالای شش سال | جمعیت با سواد بالای شش سال | نرخ باسوادی |
| ------------- | ------------------ | -------------------------- | ----------- |
| آموزش و پرورش | ۳۰۲۳۵              | ۲۴۵۸۳                      | ۸۱٫۳        |

مراکز آموزش عالی خوانسار شامل دانشگاه دولتی ریاضی و کامپیوتر خوانسار، دانشگاه آزاد اسلامی مرکز خوانسار، دانشگاه پیام نور مرکز خوانسار، دانشکده پردیس آموزش جهاد کشاورزی شهید علایی خوانسار، و دانشگاه فنی و حرفه‌ای دخترانه خوانسار هستند.

## نگارخانه

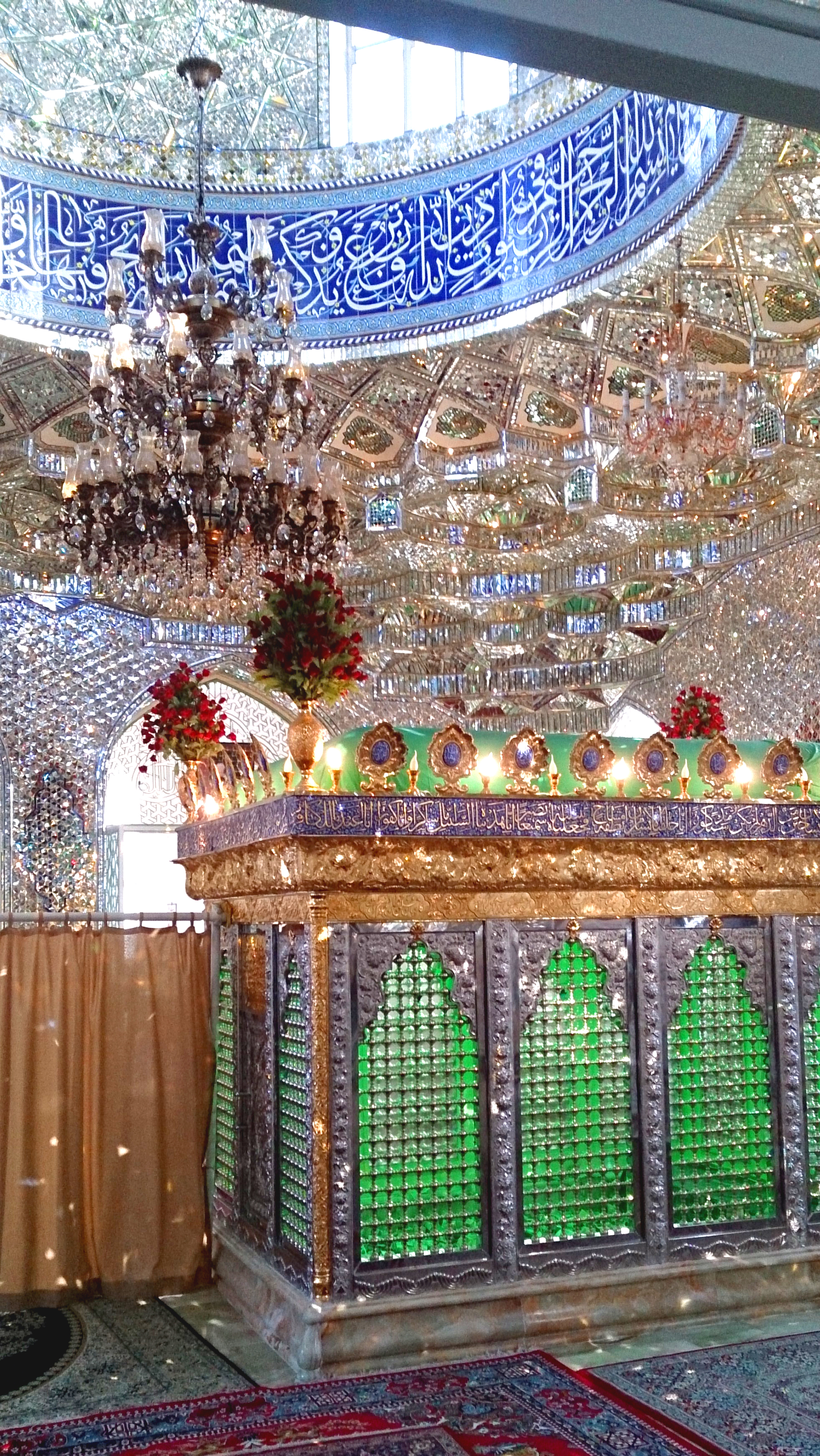
امامزاده احمدبن محمدبن علی النقی
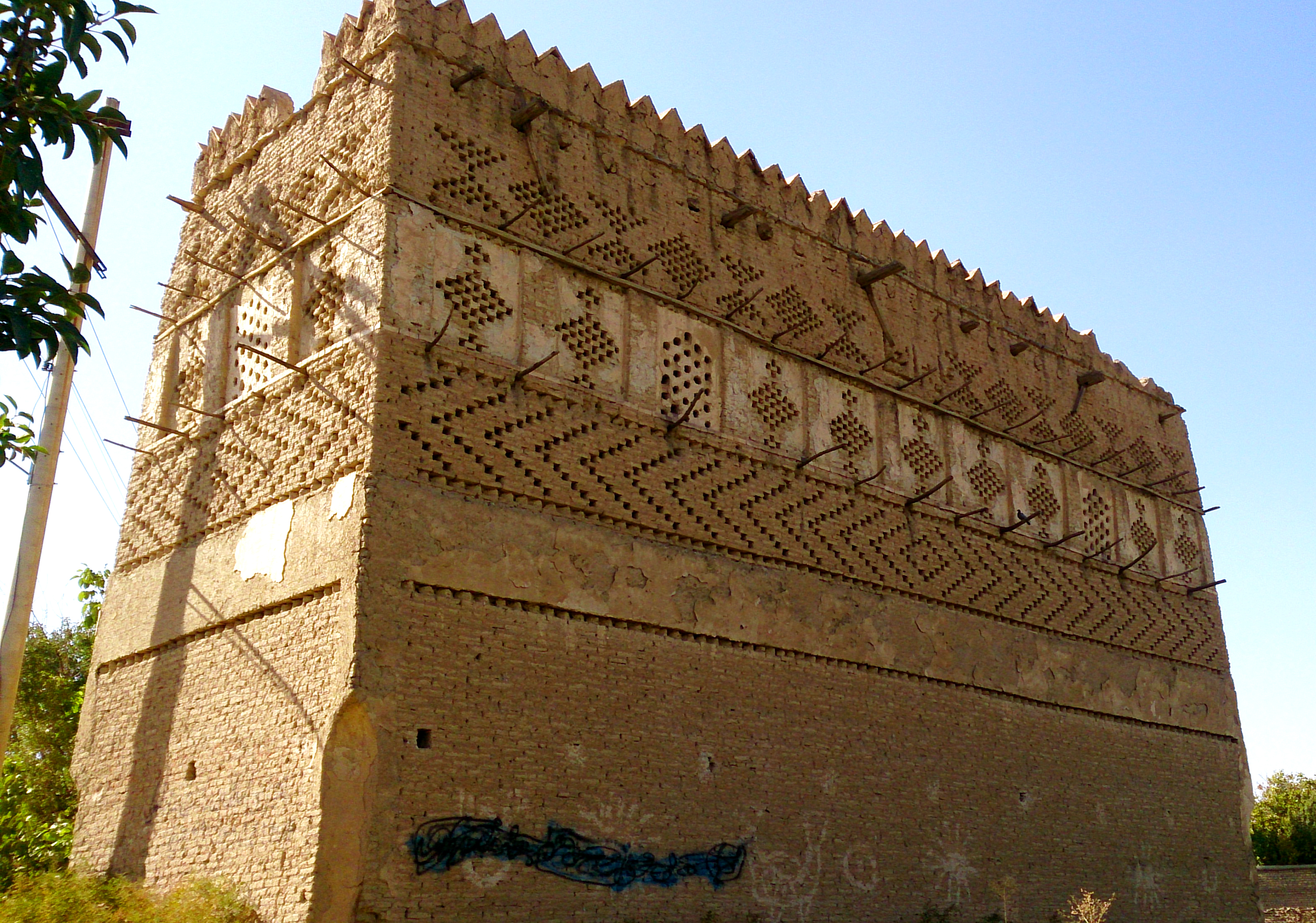
کبوترخانه قودجان
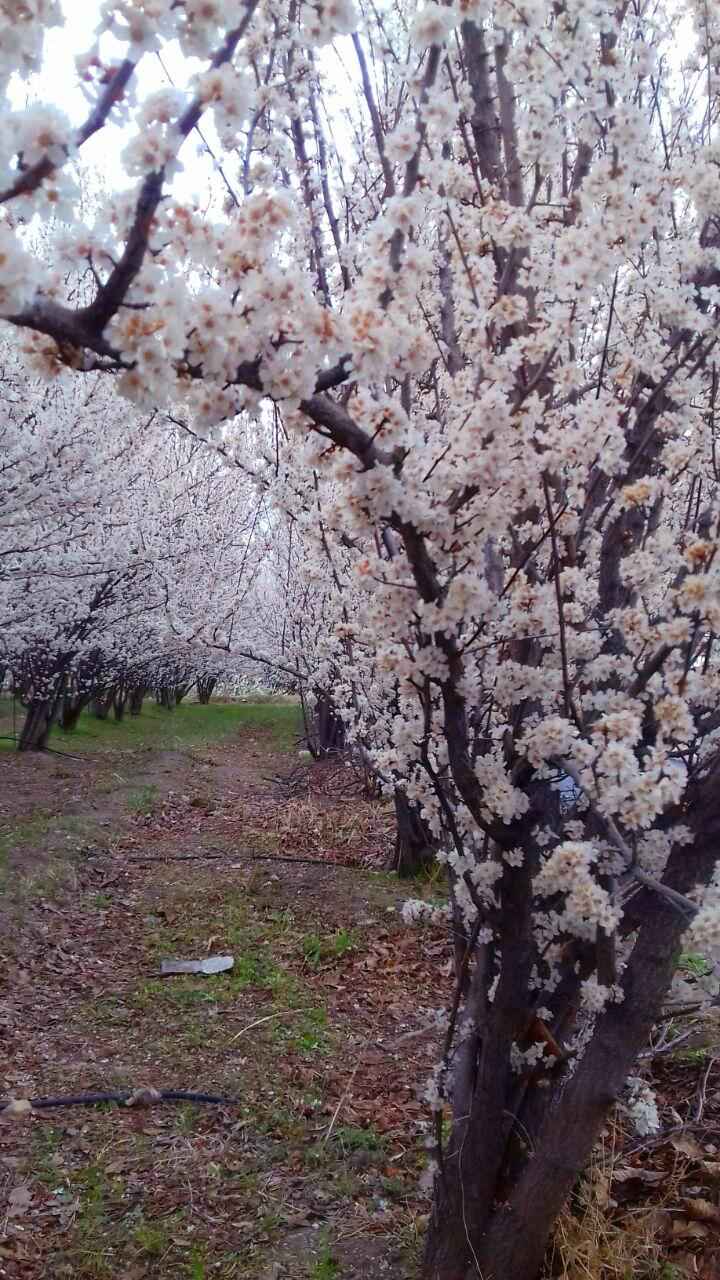
باغ آلو در فصل بهار
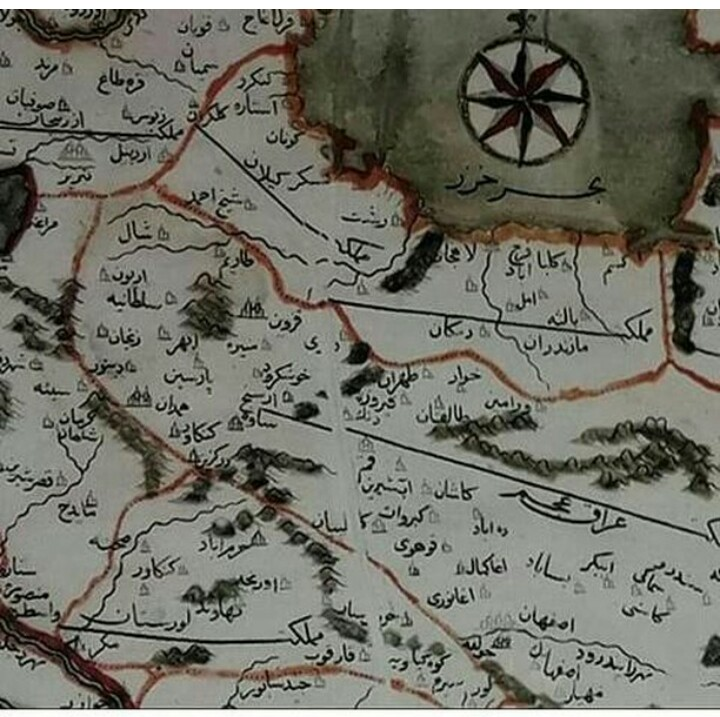
نقشه قدیمی از ایران و شهر خوانسار در پایین نقشه
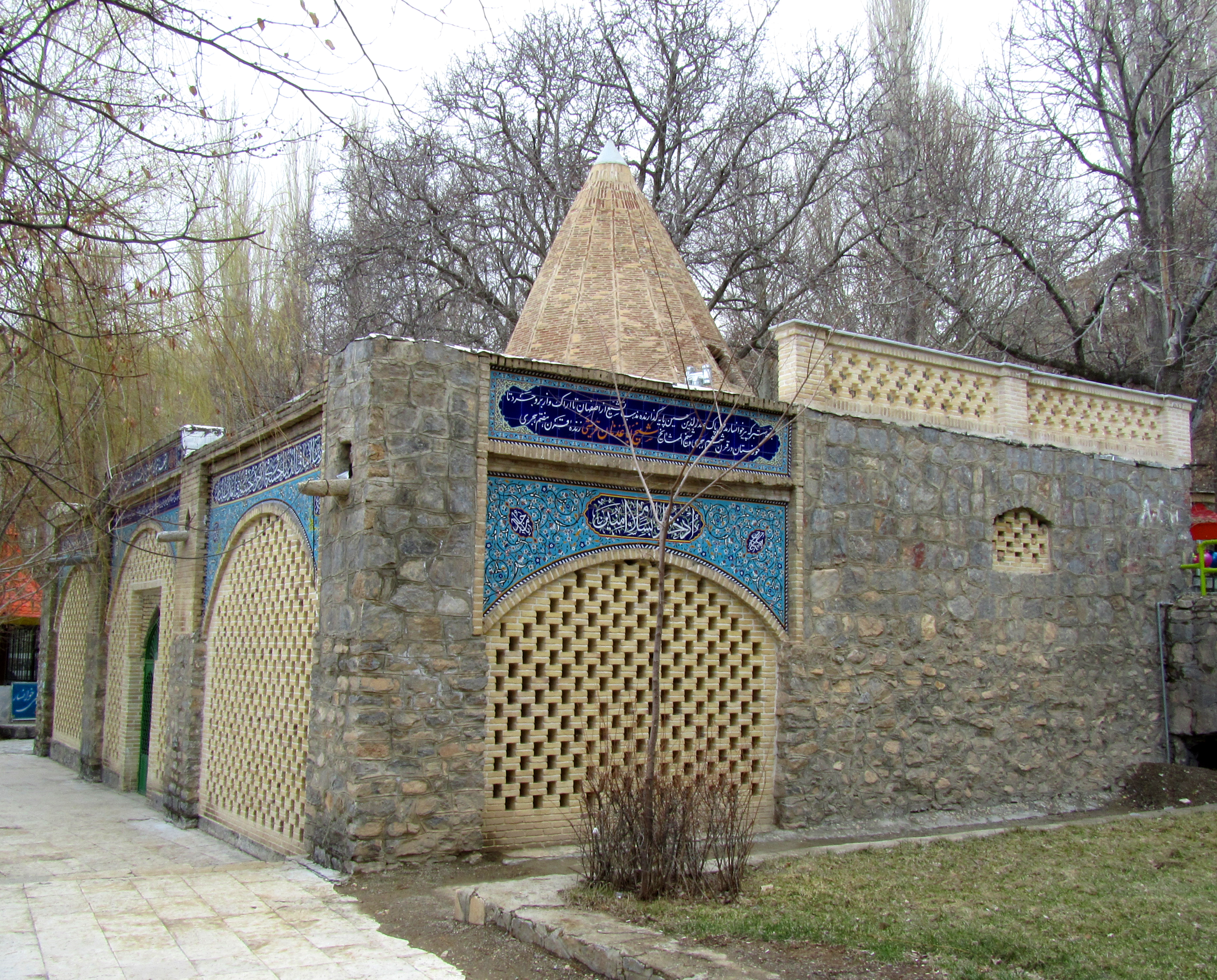
مقبره باباپیر در عید نوروز
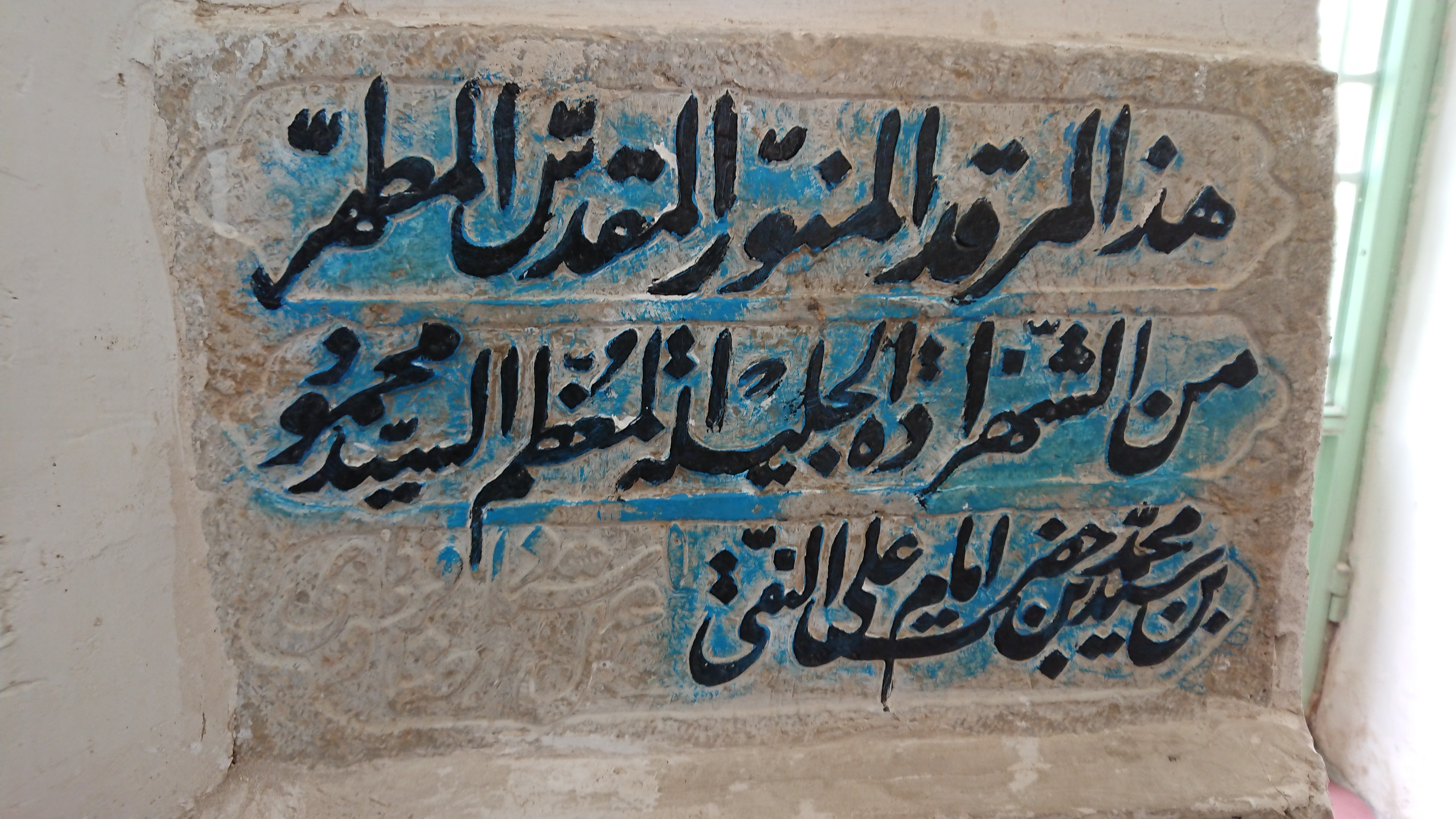
سنگ مقبره سیدمحمود بن سیدمحمد بن علی‌النقی
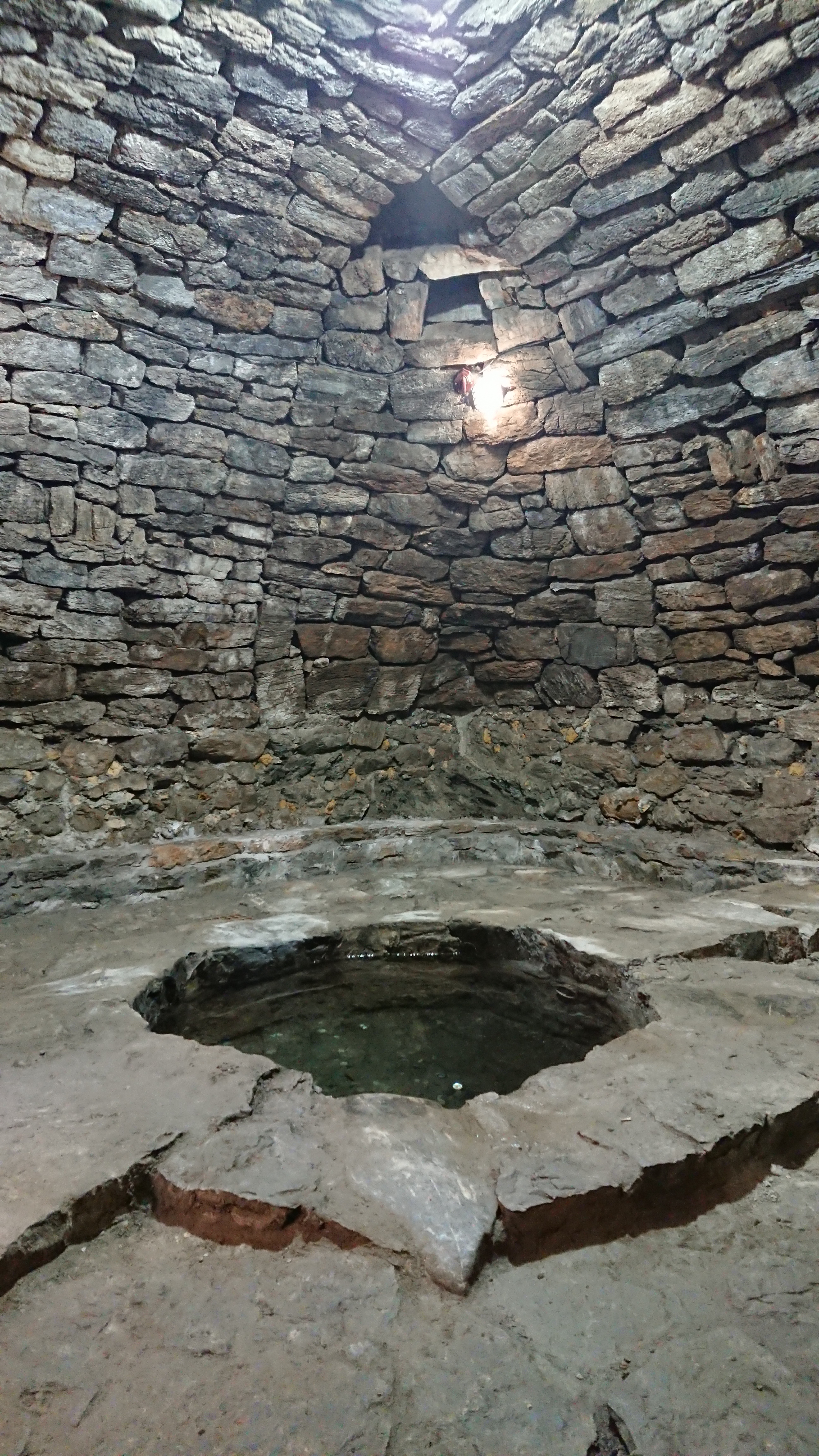
سرداب مقبره سیدمحمود بن سیدمحمد بن علی‌النقی
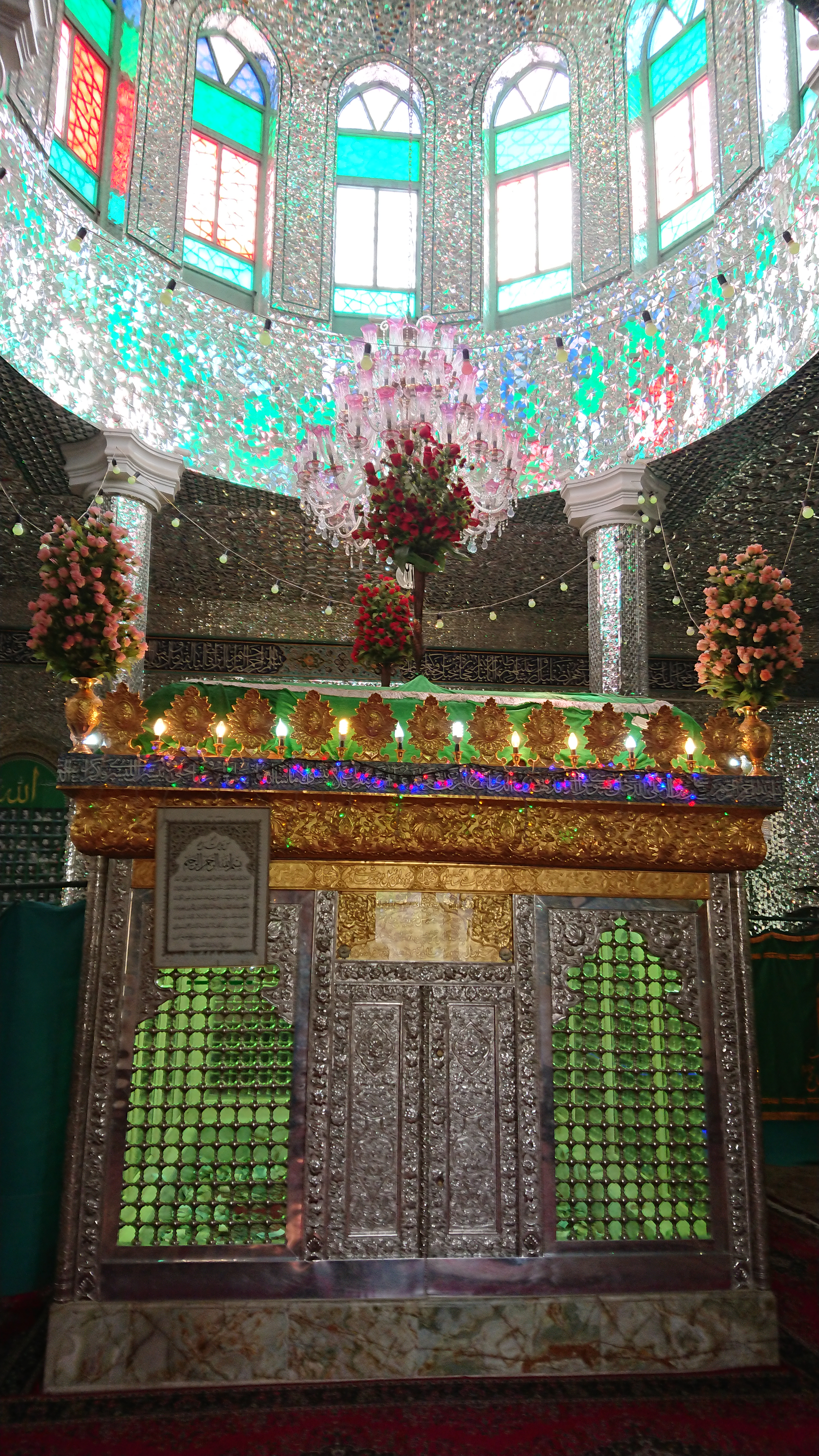
ضریح امامزاده سیدصالح
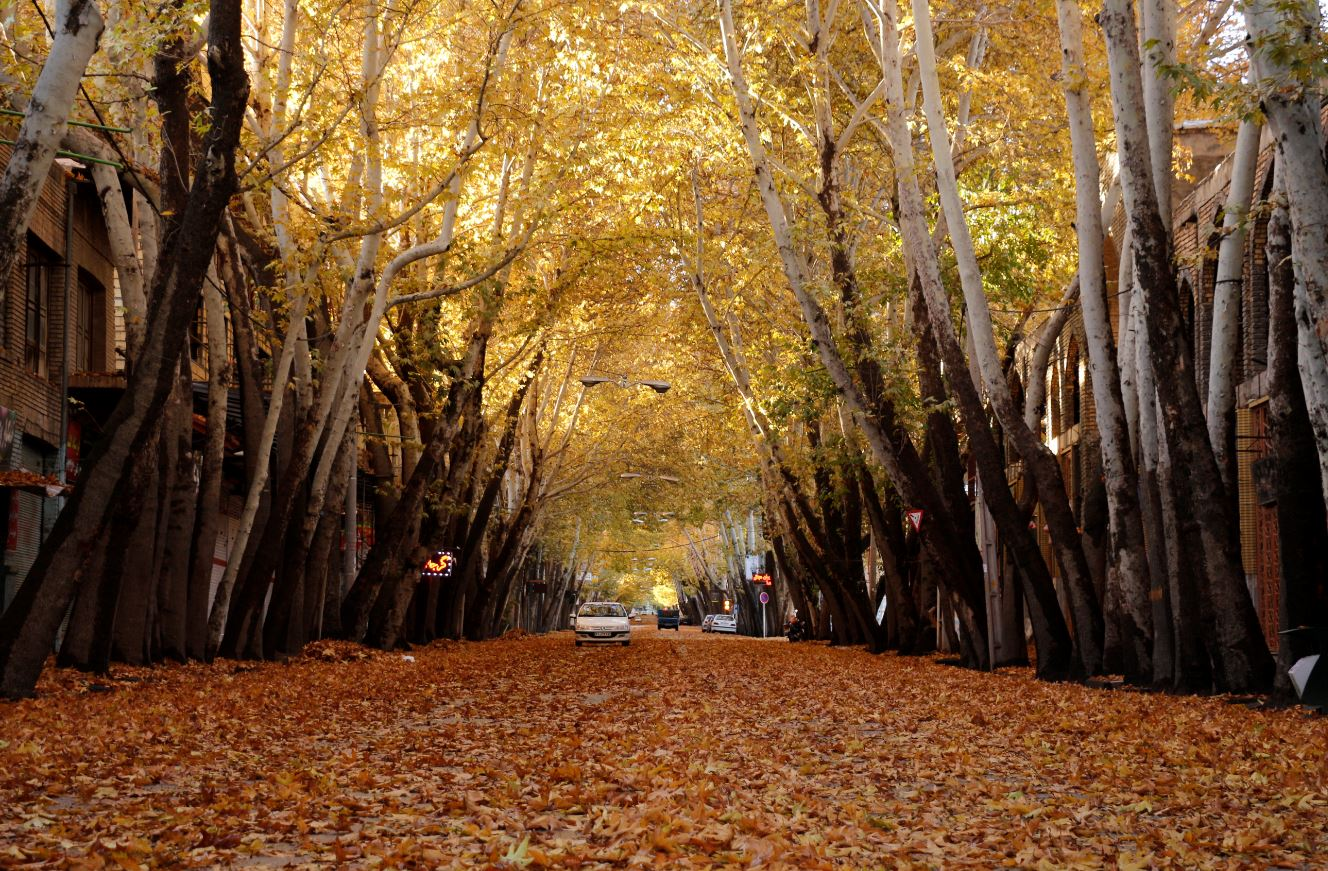
برگریزان پاییزی خیابان اصلی خوانسار

## برای مطالعهٔ بیشتر
- بهشت-جاذبه-های-طبیعی-اصفهان-از-آتشکده-باستانی-تا-دشت-لاله-های خوانسار بهشت جاذبه‌های طبیعی اصفهان/از آتشکده باستانی تا دشت لاله‌های سرنگون